# Lysurus mokusin
Lysurus mokusin, im deutschen Sprachraum bisweilen Orangeroter oder Eckigstieliger Fingerpilz genannt, ist eine Pilzart aus der Familie der Stinkmorchelverwandten (Phallaceae).

## Merkmale

### Makroskopische Merkmale
Wie bei allen Vertretern der Phallaceae erscheinen die Fruchtkörper zunächst in Form eines sog. „Hexeneis“. Bei Reife öffnet sich dieses am Scheitel und gibt das Receptaculum frei. Das Receptaculum ist 6–16 cm hoch und besteht aus einem Stiel, welcher sich oben in 4–6 Arme aufteilt. Diese Arme bleiben normalerweise an ihren Spitzen verbunden, sind 0,8–3 cm lang, dick, rosa bis rötlich-orange gefärbt und gekrümmt, um eine laternenförmige Struktur zu bilden. Der Stiel ist 0,5–2 cm breit, im Querschnitt aus mehreren Röhren zusammengesetzt, eckig und besitzt senkrechte Rippen, welche der Anzahl der Arme entsprechen. Der Stiel ist oben rosa bis rosarot gefärbt und entspringt unten aus einer weißen Volva als Rest des „Hexeneis“. Selten kommen auch Exemplare mit komplett weiß gefärbtem Receptaculum vor.
Das Fleisch ist zerbrechlich, besitzt kleine Kammern und hat eine weiße bis rosa Farbe.
Die Sporenmasse (Gleba) bedeckt die senkrechten Einbuchtungen zwischen den Armen. Sie ist schleimig, hellbraun bis olivbraun, wird beim Trocknen dunkler und besitzt den typischen, unangenehmen Stinkmorchelgeruch.

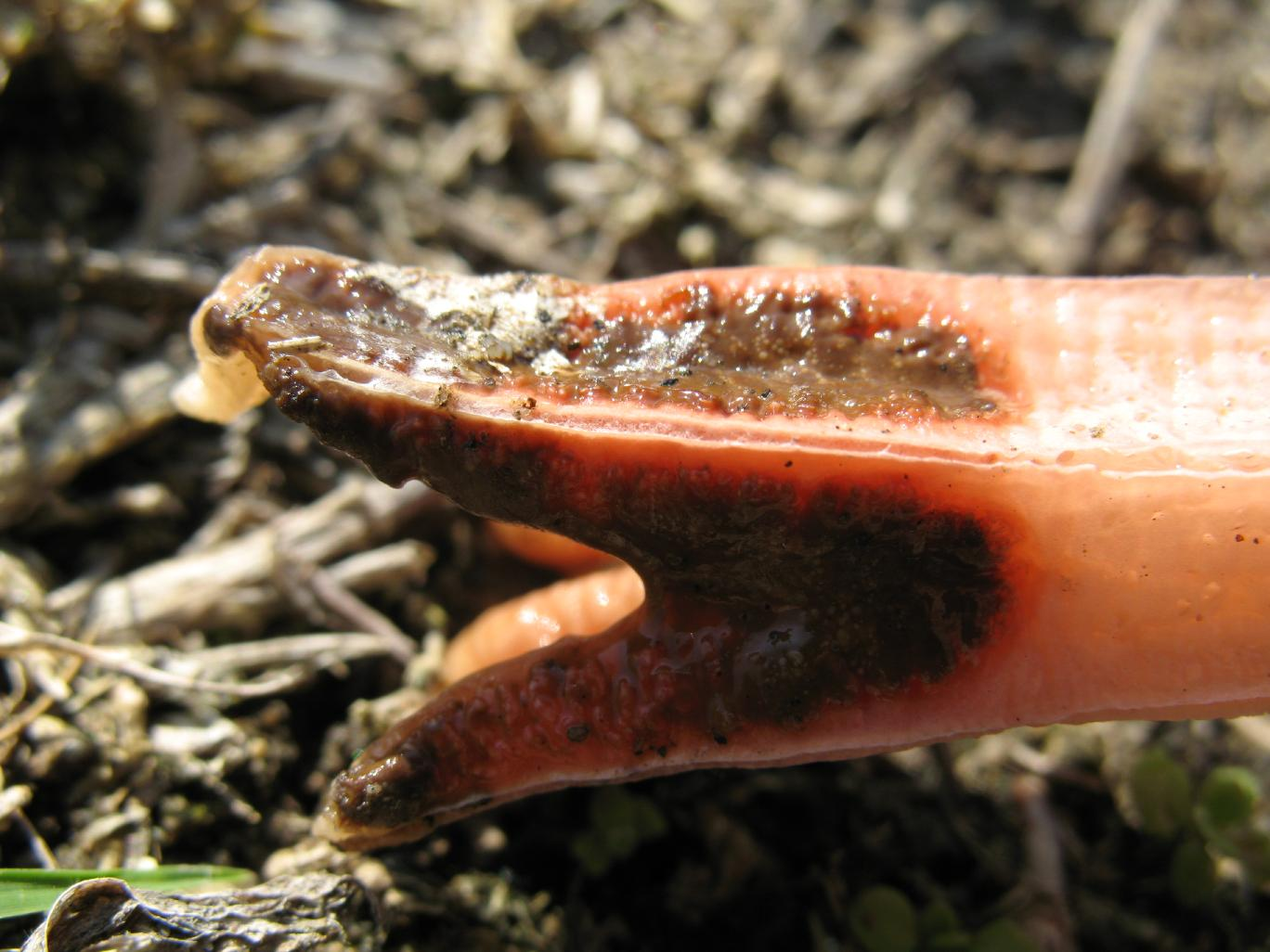
Exemplar mit getrennten Armen
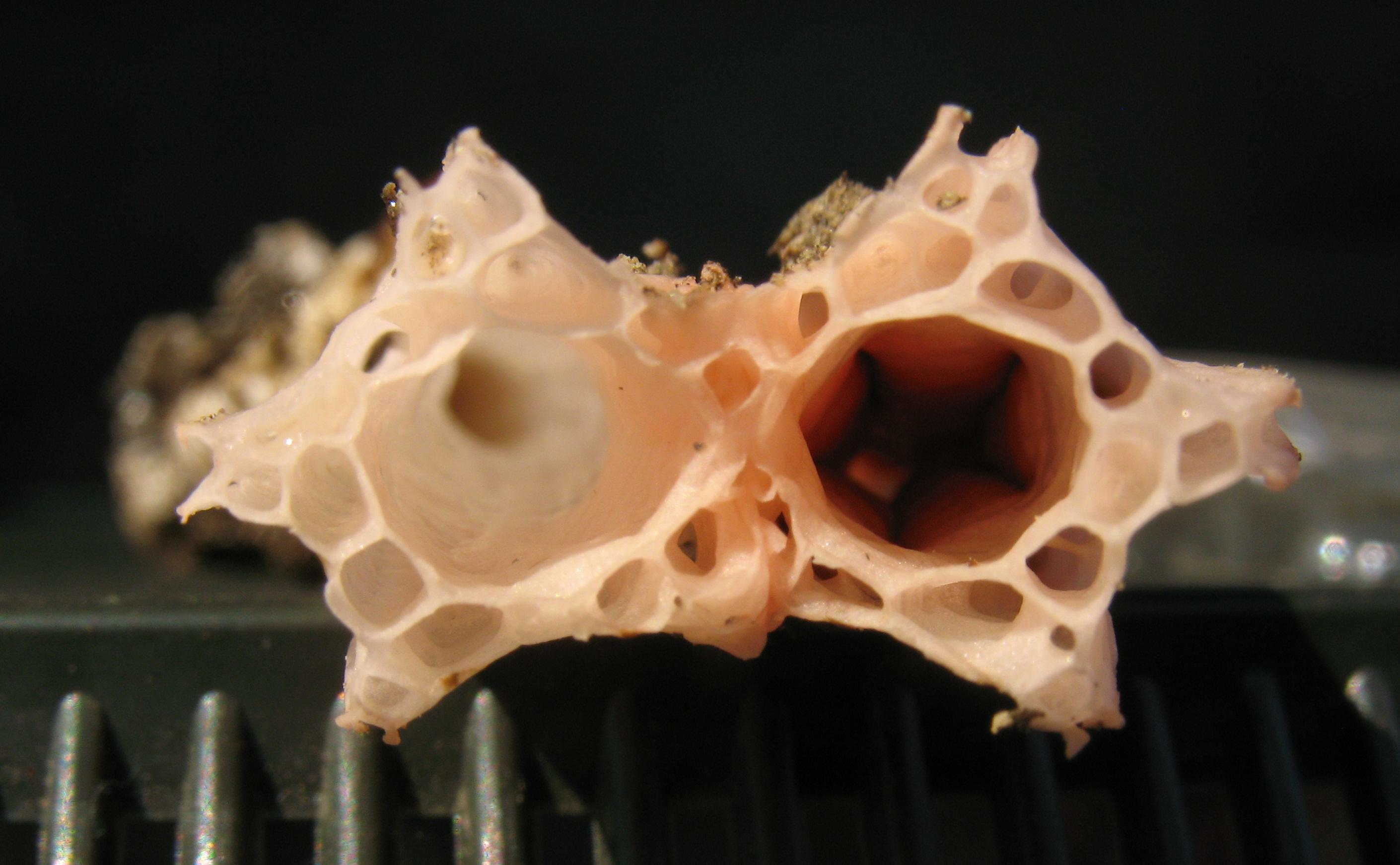
Stiel im Querschnitt

### Mikroskopische Merkmale
Die Sporen sind 3,5–4,5 × 1,5–2 µ groß, länglich, glatt und fast hyalin.

## Verbreitung
Lysurus mokusin stammt vermutlich aus China (Fujian), Korea, Japan (einschl. Ogasawara-guntō) und Australasien. Auf den Kanarischen Inseln, in Europa (Italien) und den Vereinigten Staaten (Gebiet der Chesapeake Bay, Kansas, Kalifornien, Texas und Washington, D.C.) wurde die Art wahrscheinlich eingeführt.

## Ökologie
Lysurus mokusin ist ein Saprobiont der einzeln oder in kleinen Gruppen auf Rasenflächen, in Gärten und auf festgetretenen Böden erscheint. In Australien kommt er in der Laubschicht von Wäldern, auf Holzspänen und Kompost vor. Auch aus Gewächshäusern ist die Art bekannt.

## Ähnliche Arten
Lysurus cruciatus ist ähnlich, hat aber einen runden, nicht eckigen Stiel. Auch die Arme trennen sich meistens voneinander.

## Bedeutung
Lysurus mokusin gilt als ungenießbar.